# Muntanyes Pirin
Les Muntanyes Pirin (búlgar: Пирин) són una serralada de muntanyes del sud-oest de Bulgària. El mont Vihren de 2,914 m d'alt n'és el pic més alt. Aquestes muntanyes reben el nom per Perun (en búlgar: Перун), el déu principal del panteó eslau. En l'Antiguitat clàssica la serralada es deia Perinthos, de l'idioma traci, que significa 'Muntanya Rocosa'.
Hi apareix el límit arbori.
Aquesta serralada s'estén per 80 km des del nord-oest al sud-est i d'uns 40 km d'amplada en 2,585 km2 (998 sq mi). Al nord Pirin està separada de la serralada Rila, pel Pas Predel, mentre pel sud arriba a les Muntanyes Slavianka. Pirin té més d'un centenar de llacs glacials i de les glaceres més al sud d'Europa, Snejnika i Banski Suhodol.
La part nord de la serralada, que també és la més alta, està protegida pel Parc Nacional de Pirin, declarada per la UNESCO Patrimoni de la Humanitat l'any 1983. Pirin és coneguda per la seva rica flora i fauna, així com per la presència d'una sèrie d'espècies relictes. Gran part de la zona és bosc, amb algunes de les coníferes més ben conservades a Bulgària, que ocupen poblacions importants de les espècies endèmiques dels Balcans :Pi de Macedònia, Pi de Bòsnia i avet de Bulgària. Els animals inclouen moltes espècies d'alt valor de conservació, com el os bru, llop gris, etc.
La combinació d'unes condicions naturals favorables i un patrimoni històric variat fan que Pirin sigui una destinació turística important. El poble de Bansko, situat als vessants nord-orientals de la muntanya, ha estat el principal centre d'esquí d'esquí i de l'esport d'hivern dels Balcans. Una sèrie d'assentaments a les faldes de Pirin tenen fonts minerals i són balnearis. Mèlnik, en els vessants sud-oest de la serralada és la ciutat més petita de Bulgària i és una reserva arquitectònica. A pocs quilòmetres de la ciutat es troben les Piràmides de Roca i el Monestir de Rojen.
Hi ha dos pics per sobre 2.900 m, Vihren i Kutelo. Alguns dels pics més alts són: 

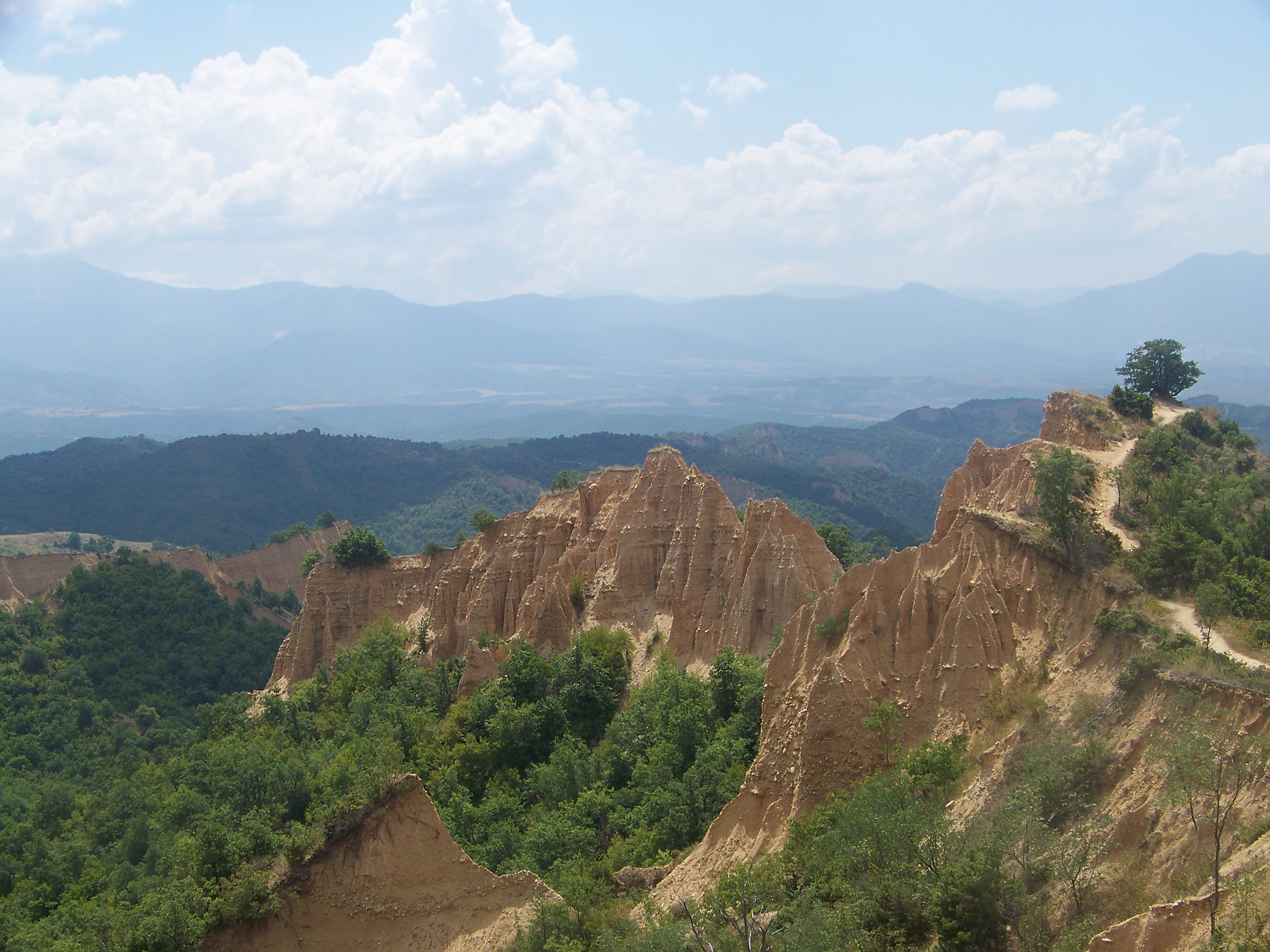
Piràmides de roca a Melnik

- Vihren, 2,914 metres (9,560 ft)
- Kutelo, 2,908 metres (9,541 ft)
- Banski Suhodol, 2,884 metres (9,462 ft)
- Polejan, 2,851 metres (9,354 ft)
- Kamenitsa, 2,822 metres (9,259 ft)
- Malak Polezjan, 2,822 metres (9,259 ft)
- Bayuvi Dupki, 2,820 metres (9,252 ft)
- Ialovarnika, 2,763 metres (9,065 ft)
- Kaimaktxal, 2,763 metres (9,065 ft)
- Gazei, 2,761 metres (9,058 ft)
- Todorka, 2,746 metres (9,009 ft)
- Bandèrixki Txukar, 2,732 metres (8,963 ft)
- Djengal, 2,730 metres (8,957 ft)
- Momin Dvor, 2,723 metres (8,934 ft)
- Koteixki Txal, 2,715 metres (8,907 ft)
- Bezimenen Vrah, 2,712 metres (8,898 ft)
- Malka Todorka, 2,712 metres (8,898 ft)
- Txengeltxal, 2,709 metres (8,888 ft)
- Dissilitsa, 2,700 metres (8,858 ft)
- Kamènixka Kukla, 2,690 metres (8,825 ft)
- Kuklite, 2,686 metres (8,812 ft)
- Baixliiski Txukar, 2,670 metres (8,760 ft)
- Muratov Vrah, 2,669 metres (8,757 ft)
- Djano, 2,668 metres (8,753 ft)
- Bezbog, 2,645 metres (8,678 ft)
- Sivria, 2,593 metres (8,507 ft)
- Sinanitsa, 2,516 metres (8,255 ft)

## Honor
Glacera Pirin a Graham Land a Antàrtida.

## Galeria

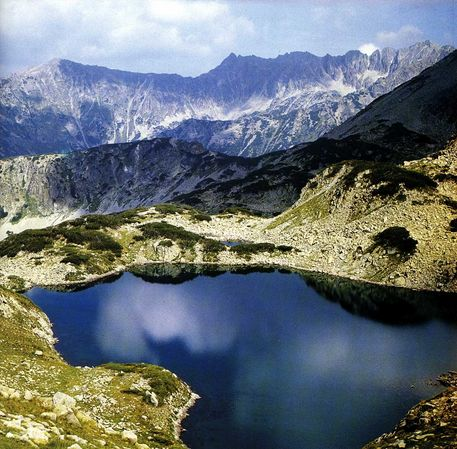
Llac Vasilashko
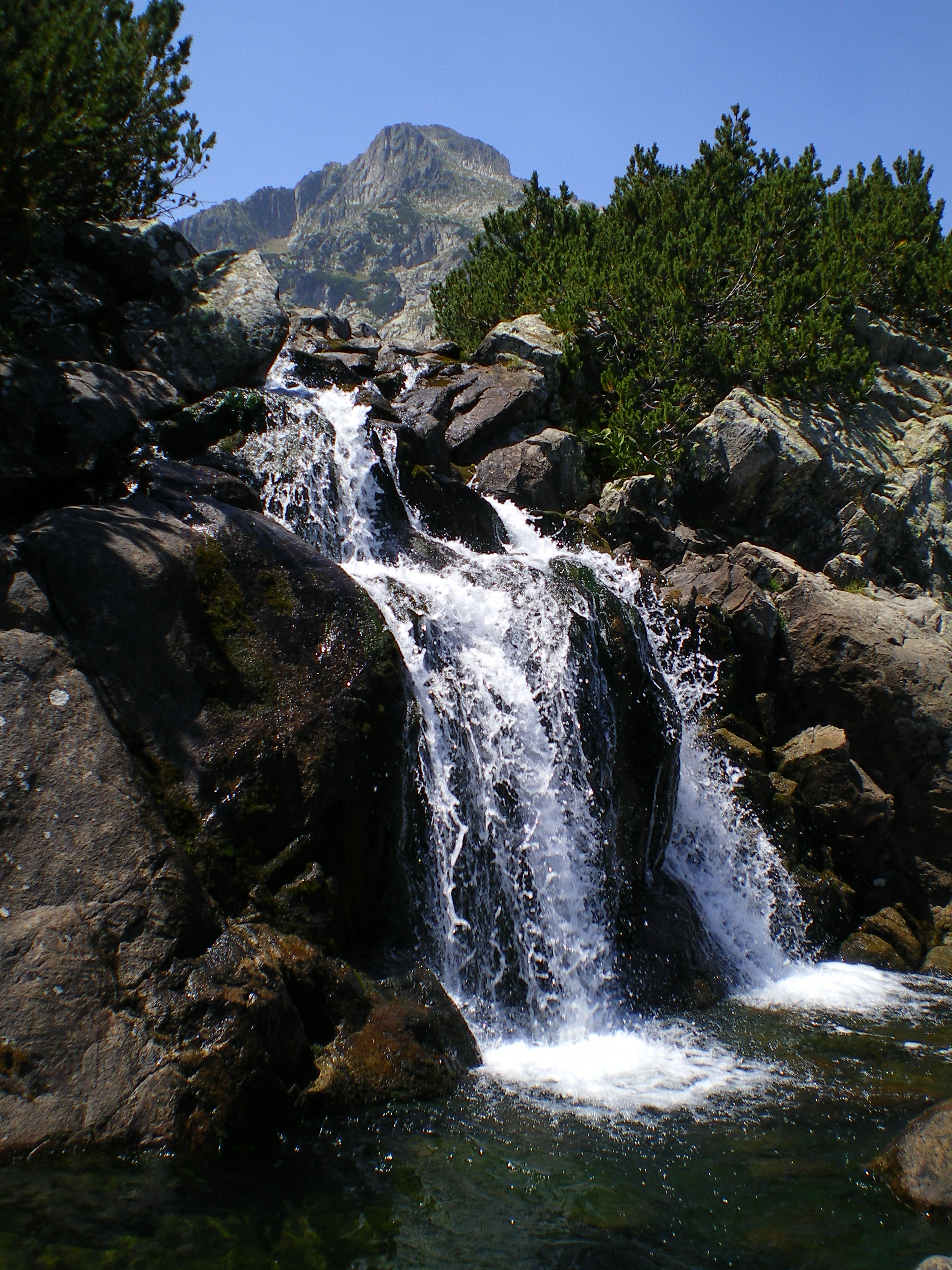
Popinolashki
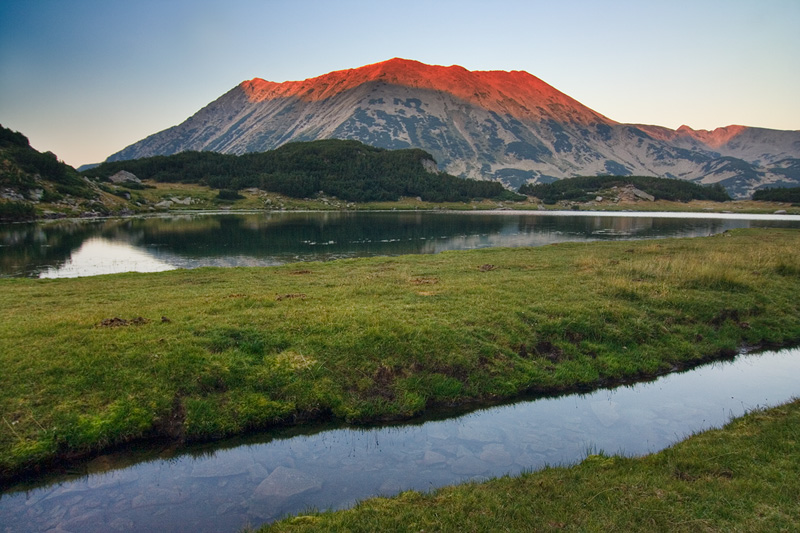
Todorka
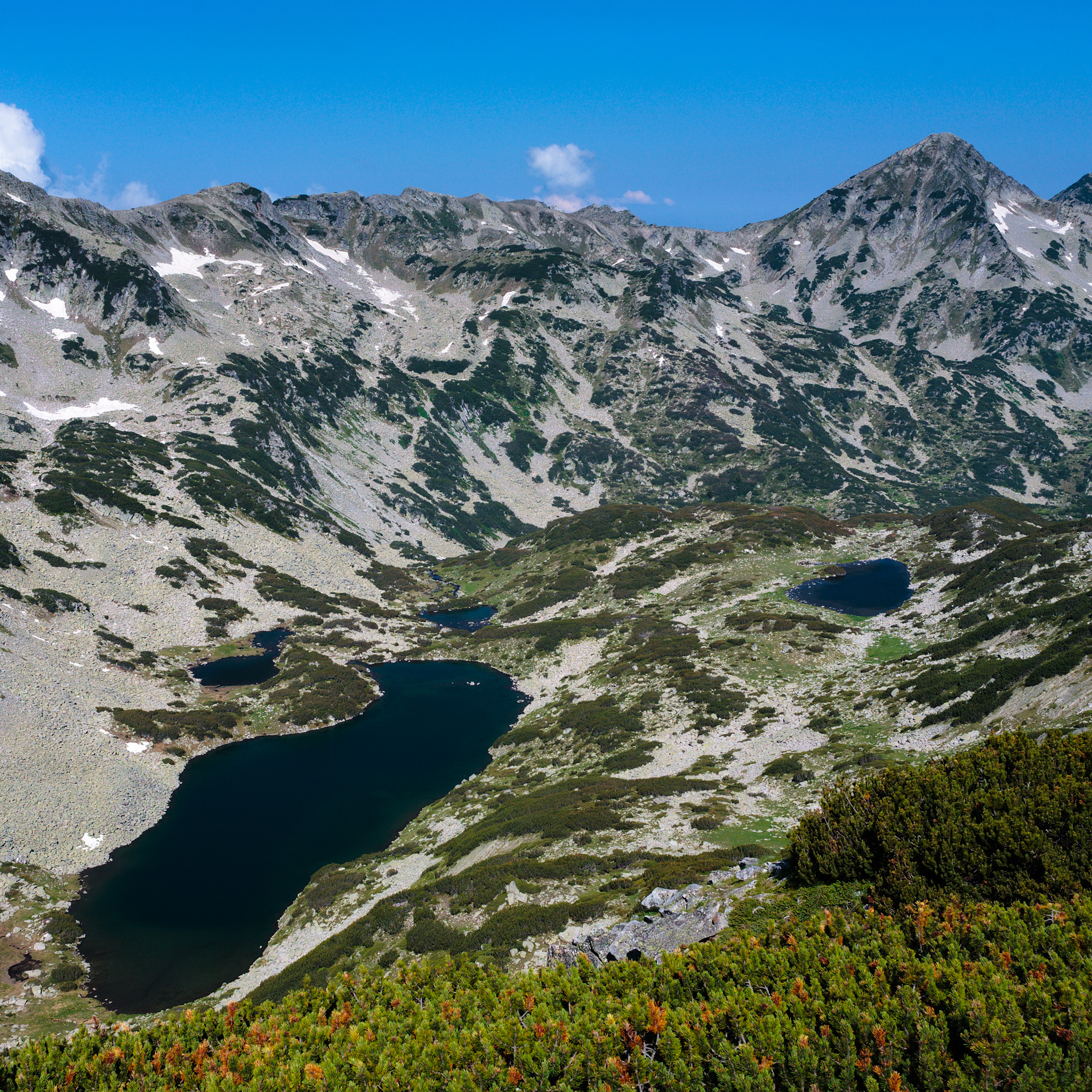
Llacs Banderishki
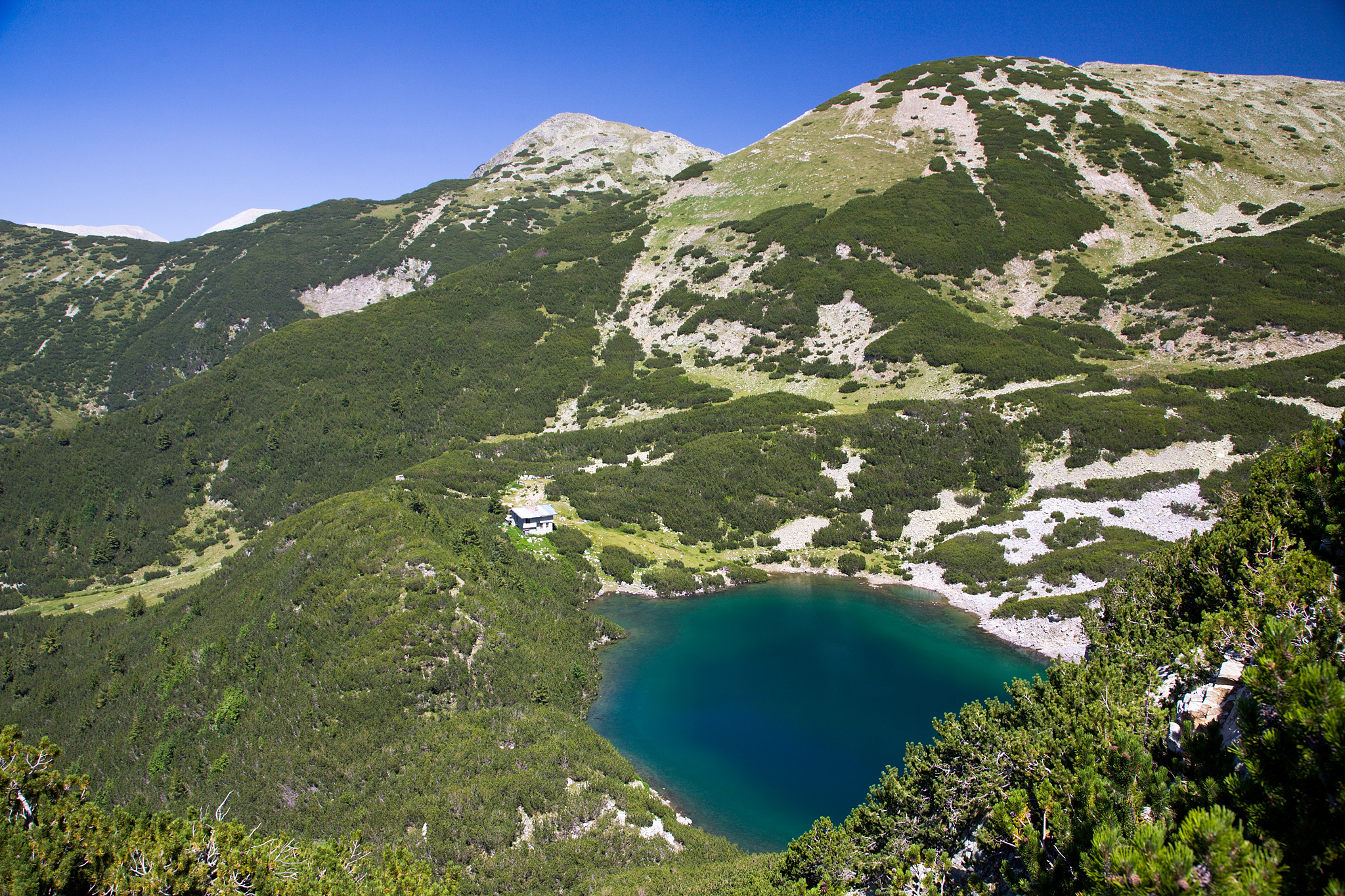
Llac Sinanitsa
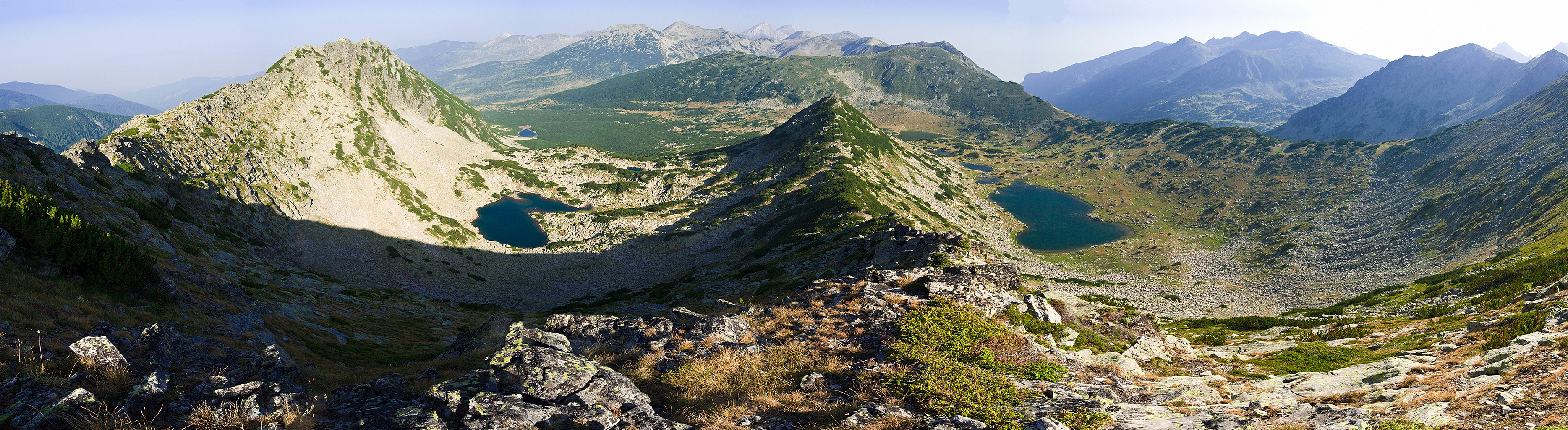
Vista panoràmica de Pirin